# Gottes Wort ist wie Licht in der Nacht

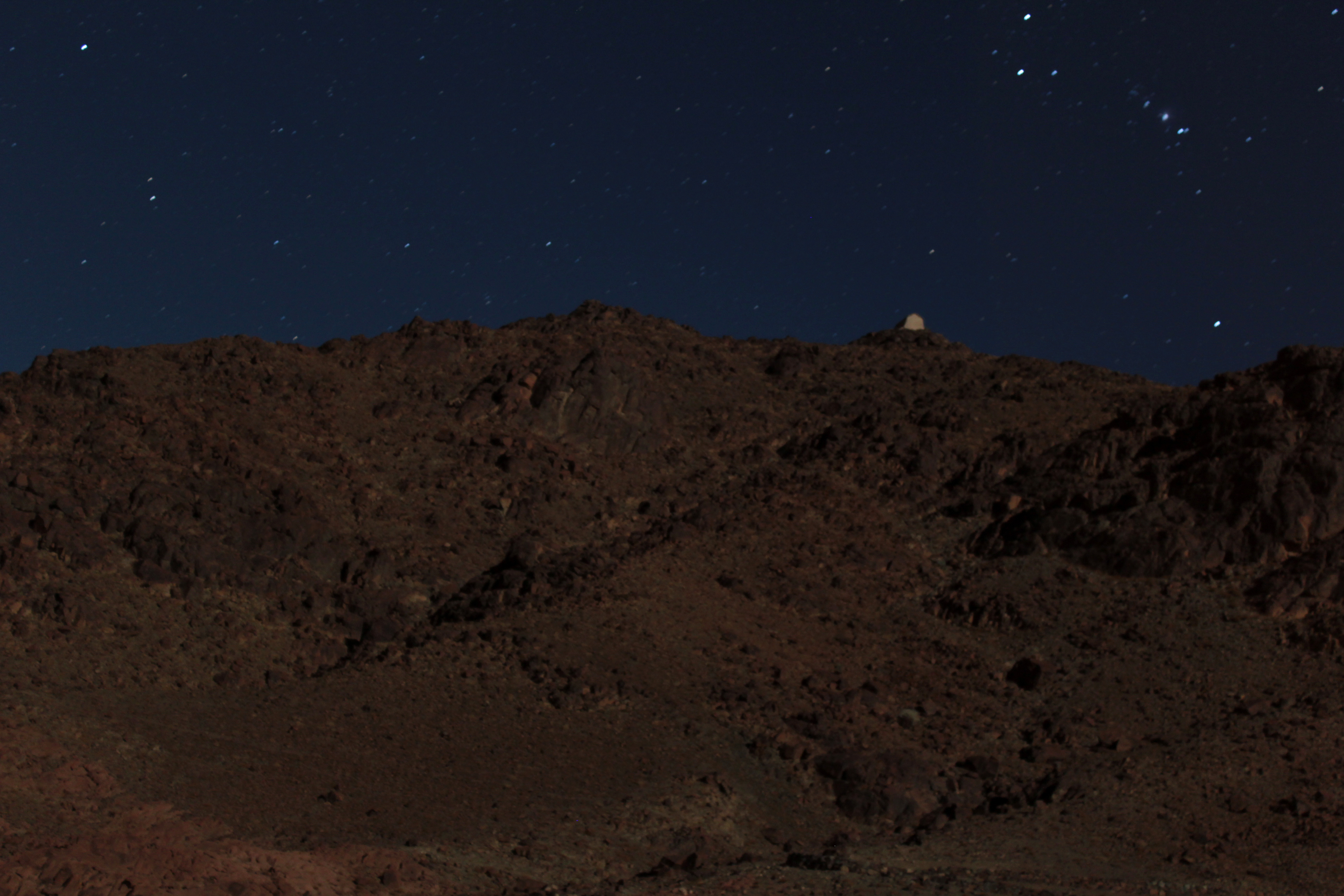
Sternenhimmel im Sinai

Gottes Wort ist wie Licht in der Nacht ist ein Kanon, der in das katholische Gesangbuch Gotteslob (GL 450), in mehrere Regionalteile des Evangelischen Gesangbuchs (Hessen-Nassau EG 572, Kurhessen-Waldeck EG 572, Reformierte Kirche EG 591, Rheinland – Westfalen – Lippe EG 591, Bayern KAA 056), ins Gesangbuch der Evangelisch-methodistischen Kirche (Nr. 429) sowie ins Mennonitische Gesangbuch (MG 367) aufgenommen wurde. Auch im Gesangbuch Wo wir dich loben, wachsen neue Lieder – plus (2018, Nr. 147) ist es abgedruckt.

## Melodie
Joseph Jacobsen schuf 1935 den Kanon ṾiYhuda le‘olam teshev. Er war Musiklehrer am Hamburger Konservatorium für Musik sowie an der Hamburger Talmud-Tora-Schule. Gemeinsam mit Erwin Jospe gab er 1935, in der NS-Diktatur, ein Gesangbuch heraus, das hebräische, jiddische und deutsche Lieder enthielt; daraus stammt dieser Kanon. Der Text ist der Hebräischen Bibel entnommen (Joel 4,20 ): hebräisch ויהודה לעולם תשב  וירושלם לדור ודור ṾiYhuda le‘olam teshev, ṿiYrushalayim ledor ṿador, deutsch ‚Juda aber wird für immer bewohnt sein und Jerusalem von Geschlecht zu Geschlecht.‘ Die Melodie wirkt etwas „orientalisch“, da sie den Leitton dis vermeidet.

## Text
Hans-Hermann Bittger (geboren 1933, gestorben 2012), Priester im Bistum Essen, bereiste 1978 als Pilger das Heilige Land. Besonders die Übernachtung unter freiem Himmel im Sinai war für ihn eindrücklich und erschloss ihm das Bibelwort Gen 15,5 , Gottes Verheißung an Abraham, in einer neuen Weise.
Als er kurz danach in Jerusalem zufällig die Melodie von ṾiYhuda le‘olam teshev im israelischen Radio hörte, verfasste er spontan einen neuen Text dazu, der diese Reiseeindrücke aufnahm. Dabei passt sich der deutsche Text der Melodie gut an: „Der erste Abschnitt … setzt mit h in nächtlicher Tiefe ein, um sich bis g‘ aufzuschwingen. Der zweite Abschnitt … steht eine Quart höher. Die hier nun variierte Schlusswendung bewirkt eine Öffnung zum dritten Abschnitt hin. Dieser ist nun dreitaktig, was eine gewisse Dramatik bewirkt. … Auf der positiven Seite stehen Trost und Halt, auf der negativen Bedrängnis, Not und Ängste. Das Bedrängende realisiert die Musik durch eine Art Beschleunigung mittels Achtelbewegung. Die letzte Zeile kehrt in Wort und Ton zum Anfang zurück. Nun wird Licht – Nacht variiert zu Stern – Dunkelheit. Dabei erklingt ohne auftaktige Achtel das Anfangsmotiv … ein letztes Mal, und zwar von fis aus.“
Es sind zwei Textvarianten des Liedes im Umlauf: Gottes Wort ist wie Licht in der Nacht (etwa im Gotteslob) und Gottes Wort ist ein Licht in der Nacht (so im Gesangbuch der Evangelisch-methodistischen Kirche).